# Замок Каррігафойл
Замок Каррігафойл (англ. Carrigafoyle Castle, ірл. Caisleán an Carraig an Phoill) — замок Каррайг ан Фойл — один із замків Ірландії, розташований в графстві Керрі, біля селища Баллінгфорд, біля естуарію річки Шеннон. Нині замок лежить в руїнах. Замок відомий тим, що в 1580 році там відбувалися жорстокі бої — облога замку на Великдень 1580 року під час так званого Другого Повстання Геральдинів — війни Англії проти Джеральда Фіцджеральда — XV графа Десмонд.

## Історія замку Каррігафойл
Замок Каррігафойл побудував ірландський ватажок Конор Ліах О'Коннор Керрі в 1490 році. Цей замок на той час вважався одним з найсильніших ірландських замків. Замок був баштового типу з оточуючими його оборонними стінами. Стояв на скелі біля невеликої бухти естуарію річки Шеннон. Назва Каррігафойл — це англоїзована форма ірландської назви Каррайг ан Фойл — замок Дірявого Каменю чи Каменю Дірки.
Замок займав стратегічне положення — захищав вхід кораблів в річку Шеннон, постачання міста Лімерік, що стоїть в 20 милях вгору по річці. Затока біля замку Каррігафойл була на північній стороні захищена лісистим островом. Замок Каррігафойл був оточений подвійним оборонним муром — внутрішня стіна була замкнута. Замок оточував рів. Зовнішня стіна на схід була відкрита. На стінах стояли менші вежі. Найбільша центральна вежа досягала висоти 86 футів. При високому припливі до рову міг заплисти корабель місткістю 100 тон.
Під час другого повстання графа Десмонда замок Каррігафойл захищало 50 ірландців та 16 іспанських солдат, що висадились в гавані Смервік в 1579 році і підтримували своїх одновірців католиків. Крім того, в замку були жінки і діти, що ховалися від війни. Кілька місяців італійський інженер Юліан вдосконалював оборону замку під керівництвом графині Елеонори Десмонд. Перед облогою графиня вирушила до свого чоловіка, що знаходився в 64 км від замку Каррігафойл — в замку Кастлісланд. Юліан лишився в замку Каррігафойл і продовжував працювати.
Командир англійців — сер Вільям Пелхем пройшов шлях через Манстер разом з сером Джорджем Кар'ю і взяв на себе командування 600 воїнами. Пелхема підтримав флот трьох кораблів під командуванням сера Вільяма Вінтера. Це була найбільша англійська армія, яку коли-небудь до цього бачили на заході Ірландії.
Прибувши до замку Каррігафойл, англійці влаштувалися на південний захід від замку. Флот закріпився за затокою і забезпечив Пелхема 3 гарматами і 1 величезною морською гарматою. Бомбардування замку проводилося протягом двох днів, по шести годин на день. Крім того, кораблі здійснювали обстріл замку з бортових гармат.
Між обстрілами були здійснені штурми замку, які захисники замку героїчно відбивали. Під час чергового обстрілу завалилася головна вежа замку. Під уламками вежі загинуло багато захисників. Ті, що лишилися живі спробували відступити і покинути замок, але були розстріляні вогнем англійських військ. Кілька чоловік, серед них одна жінка потрапили в полон. Англійські солдати всіх полонених повісили. Капітана Юліана, що теж потрапив в полон повісили через 3 дні.
Коли звістка про падіння замку Каррігафойл дійшла до інших замків графа Десмонда, вони капітулювали. Замок Аскетон захисники висадили в повітря. Гарнізони замків Ньюкастл Західний, Баллілоган, Рахкіл, Баллідафф продовжували тримати оборону, але були взяті штурмом. Після падіння замків повстанці перейшли до партизанської війни. Англійські війська розбили повстанців тільки в 1583 році, коли граф Десмонд був вбитий в Гленагінті, що в горах Слів-Міш біля Тралі. Замок Каррігафойл після цих подій так і лишився лежати в руїнах і не був ніколи відремонтований. Руїни замку все ще стоять з слідами гарматного обстрілу.